# 卡羅琳·帕里殊
卡羅琳·帕里殊（Carolyn Parrish，出生名，1946年10月3日—），加拿大政治人物，現任安大略省密西沙加市长。  她于1993年至2006年作为聯邦自由党议员代表安大略省密西沙加选区担任眾議院议员，2004年至2006年退出自由党后以無黨籍身份担任议员。2006年她成为密西沙加市议会的市议员，并一直任职至2010年。短暂退出政坛后，帕里殊在2014年市政选举中竞选并赢得了第5区议员职位。 她于2024年3月15日辞职，以参加2024年密西沙加市长补选。

## 背景
帕里殊本名卡罗琳娜·亚诺舍夫斯卡（Karolina Janoszewska），拥有波兰血统。 她的妹妹是浪漫小说家玛莎·卡纳姆。 帕里殊曾就读于多伦多大学圣迈克尔学院並于 1969年毕业，成为一名高中教师。她于1985年至1990年担任皮爾區教育局受托人，并于1988年至1990年担任主席。她于1993年首次以自由党身份当选下议院议员，并在1997年、 2000年和2004年的三次大选中再次当选。她以独立国会议员的身份结束了自己的联邦职业生涯，代表安大略省密西沙加市的密西沙加—厄林代爾选区。 

## 從政

### 对美国总统小布殊的批评
帕里殊在2003年伊拉克战争前夕的2003年2月26日在离开议会的途中用記者會麦克风说：“该死的美国人，我讨厌那些混蛋！” 她后来告诉媒体，她的言论是针对時任美国总统小布殊和他的政府，而不是针对全体美国人民。官方反对党加拿大联盟党的议员要求时任联邦自由党黨魁兼加拿大總理克里田对她进行处罚，但克里田没有采取任何纪律处分。
2004年8月，帕里殊再次引发争议，他把支持北美导弹防御计划的人称为“白痴联盟”，嘲笑小布殊在描述以美国为首的联盟入侵伊拉克时使用的“自愿联盟”一词。接替克里田担任加拿大總理的马田要求克里田在发表此类话题的看法时要更加圆滑和谨慎，但没有要求她道歉。她回应说：“我是被选区数千名选民选出来的。他们认识我很多年了。我想他们喜欢我的风格。” 
2004年美国总统大选结束后，她对小布殊连任表示震惊。她说“美国与自由世界的其他国家已经完全脱节”，并将其归咎于911袭击事件造成的集体“深刻的心理伤害”。 她还说：“我猜不出他的下一步计划是什么，但很可能不是和平与爱。” 当聯邦保守党议员要求她为这些言论道歉时，她说这些言论“符合言论自由和思想独立的优良传统。” 就在发表这些言论的几个小时前，马田在一次私人党团会议上警告他的自由党议员不要在美国大选后发表煽动性言论。 帕里殊解释说她没有出席会议，但即使她出席了，也无法阻止她说出自己的想法。
2004年10月，在渥太华举行的议会新闻馆年度晚宴上，加拿大總理马田开玩笑地说要与小布殊会面并讨论载人火星任务的可能性。“我心想，如果我们能让一名加拿大人上太空船，那不是很棒吗？如果一名加拿大人能被送往数千万英里外漆黑的太空。而我们全民在电视上观看一起高声说，‘一路顺风，卡罗琳·帕里殊！’” 
2004年11月17日，加拿大广播公司喜剧系列《这一小时有 22 分钟》发布的短剧片段中，她踩踏小布殊娃娃并在娃娃头上施展巫术，她说“这样做会造成最小的伤害”。完整版于11月19日播出。这幅素描引起了保守党议员的愤怒，并促使马田要求与她会面。 
11月18日，加新社援引她的话说，如果马田和他周围的人希望她停止发表类似言论，他们就“见鬼去吧”（go to hell）。她接着表示，她对自由党没有忠诚度，如果自由党在下次选举中落败，她“不会流一滴泪”，因为她觉得马田在她提名和竞选期间没有给予她帮助，是对她的背叛。 为了回应这些言论，马田在国家自由党党团主席Andy Savoy的支持下，将她逐出了自由党党团。党团主席说：“我告诉她，虽然我捍卫了她坦率表达观点的权利，但作为我们党和政府党团的领导人，我不能容忍贬低和不尊重他人的行为。” 
2004年11月30日，帕里殊出现在CNN上，接受沃尔夫·布利策和塔克·卡森的采访，为她反对小布殊的立场以及导致她被自由党驱逐的最近行动辩护。她还捍卫了加拿大对伊拉克战争和国家导弹防御计划的整体立场。 

### 無黨籍议员和退出政坛
2004年12月，帕里殊宣布反对马田自由党政府提出在加拿大合法化同性婚姻的立法。令总理马田感到惊讶的是，尽管她个人支持同性婚姻，但她的选民普遍反对同性婚姻。 
2005年5月19日，总理马田领导的自由党政府就2005-06 年度预算法案面临两次不信任动议。在投票前的几天里，帕里殊表示，尽管她对总理感到不满，但她仍将支持政府。由于议会内部分歧严重，她的支持对于政府的议会信任至关重要。她最終選擇支持自由党政府，政府以一票之差获胜。尽管帕里殊表示她正在考虑重返自由党党团，并且至今仍是自由党党员，但总理的一名助手于2005年7月29日表示，“他没有考虑过欢迎卡罗琳·帕里殊重返党团。” 2005年11月28日，保守党、新民主党和魁人政團在國会通过了推翻自由党政府的不信任动议触發2006年联邦大选，帕里殊是议会四名独立议员中唯一一位与政府一起投票反对不信任动议的人。 
2005年10月13日，帕里殊的发言人宣布她不会竞选连任。 在2006年联邦大选之前，她公开支持密西沙加—厄林代爾选区自由党候选人艾誠致。

### 市政
在2006年的密西沙加市选举中，帕里殊以1,400票的优势当选为密西沙加第6区市议员。然而，在2010年的市选举中，帕里什以1,889票之差输给了麦卡利恩的盟友罗恩·斯塔尔。她随后宣布退出政坛，但也为将来重返政坛留下了空间。   2011年9月19日，她参加了邻近第5区的补选，以241 票之差输给了康寶麗。 
帕里殊在2014年密西沙加市选举中赢得席位，担任密西沙加市议会第5区市议员。 她表示，她认为非公民永久居民应该有权进入市政委员会，但无权进入市议会。 
2024年3月15日帕里殊辞去市议员职务，并在2024年6月10日举行的2024年密西沙加市长补选中竞选市长職位，接替已擔任安大略自由黨黨魁的前密西沙加市长康寶麗。娜塔莉·哈特 （Natalie Hart）接替她担任市议员。他在市长补选勝出成功當選為新任密西沙加市长。